# Ca l'Orga
Ca l'Orga és una casa noucentista de Valls (Alt Camp) protegida com a Bé Cultural d'Interès Local.

## Descripció
Casa entre mitgeres que consta de baixos, entresòl i tres plantes d'habitatges. La porta d'accés disposa de dues fulles de fusta amb quarterons. A l'entresòl, hi ha dos petits balcons amb muntant i arc rebaixat motllurats.
A la primera planta, hi ha dues obertures, que es repeteixen a les altres dues, que determinen una balcona. En canvi, tant al segon com al tercer pis els balcons són independents. Tots els balcons tenen muntants i llindes de motllura senzilla, que es confonen amb una sanefa que hi ha per sota del forjant.
Aques edifici possiblement ha sigut construït a inicis del present segle XX té elements noucentistes.